# Kingsley Kennerley
Kingsley Kennerley (Congleton, 27 dicembre 1913 – Castle Bromwich, 26 giugno 1982) è stato un giocatore di snooker inglese, professionista dal 1945 al 1957, dal 1968 al 1974 e dal 1979 al 1982.